# کریس کرنل

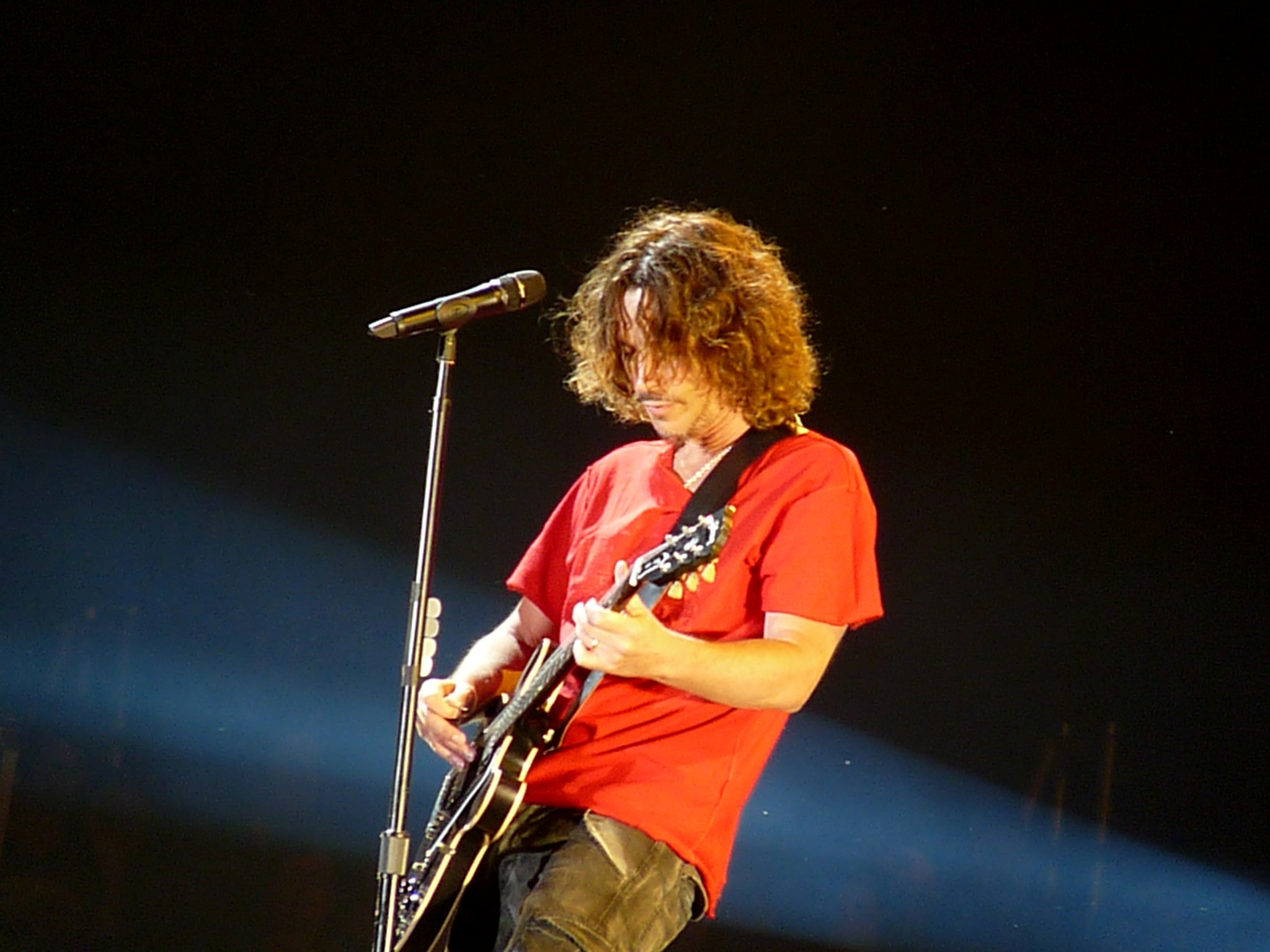
اجرای کریس کرنل به همراه soundgarden در سال 2012

کریس کُرنل (به انگلیسی: Chris Cornell) ‎(زادهٔ ۲۰ ژوئیه ۱۹۶۴-درگذشته ۱۷ مه ۲۰۱۷) موسیقی‌دان راک اهل آمریکا بود که بیشتر به‌عنوان خوانندهٔ گروه ساوندگاردن شهرت داشت. کُرنل همچنین به‌عنوان بنیان‌گذار و خوانندهٔ آدیو اسلیو، انتشار آثار تکی‌اش به صورت آلبوم‌های شخصی و ساوندترک فیلم‌های مختلف-از سال ۱۹۹۸ به این سوی- و دامنهٔ صدای ۴ اکتاوی‌اش شناخته شده‌است.
کُرنل از اعضای بنیان‌گذار و شخص اول گروه آلترنتیو تمپل آو د داگ نیز بوده‌است، گروهی که اختصاصاً برای ادای احترام به دوست از دست رفته‌اش اندرو وود تأسیس کرد.
کُرنل در رده‌بندی «۱۰۰ خوانندهٔ هوی متال برتر همهٔ دوران» نشریهٔ Hit Parader جایگاه چهارم را به‌خود اختصاص داده‌است. ترانهٔ «تو نام مرا می‌دانی» که در سال ۲۰۰۶ به‌عنوان تم اصلی فیلم کازینو رویال-از سری فیلم‌های جیمز باند- استفاده شده‌بود، از آثار اوست.

## آلبوم‌شناسی
کرنل چهار آلبوم شخصی منتشر کرد: Euphoria Morning ‎(۱۹۹۹)‎، Carry On ‎(۲۰۰۶)‎، Scream ‎(۲۰۰۹)‎ و آلبوم Higher Truth ‎(۲۰۱۵)‎. آلبوم Scream که طی یک مشارکت غیرمنتظره به تهیه‌کنندگی تیمبالند ساخته‌شد، ترکیبی از راک با دَنس و هیپ‌هاپ است و از آثار ضعیف کُرنل به‌شمار می‌آید.

## مرگ
جسد کریس کرنل، در ۱۸ می ۲۰۱۷ در دستشویی اتاقی در هتلی در دیترویت توسط محافظ شخصیش پیدا شد. پزشک قانونی علت مرگ را خودکشی از طریق دار زدن تشخیص داد.

## منابع

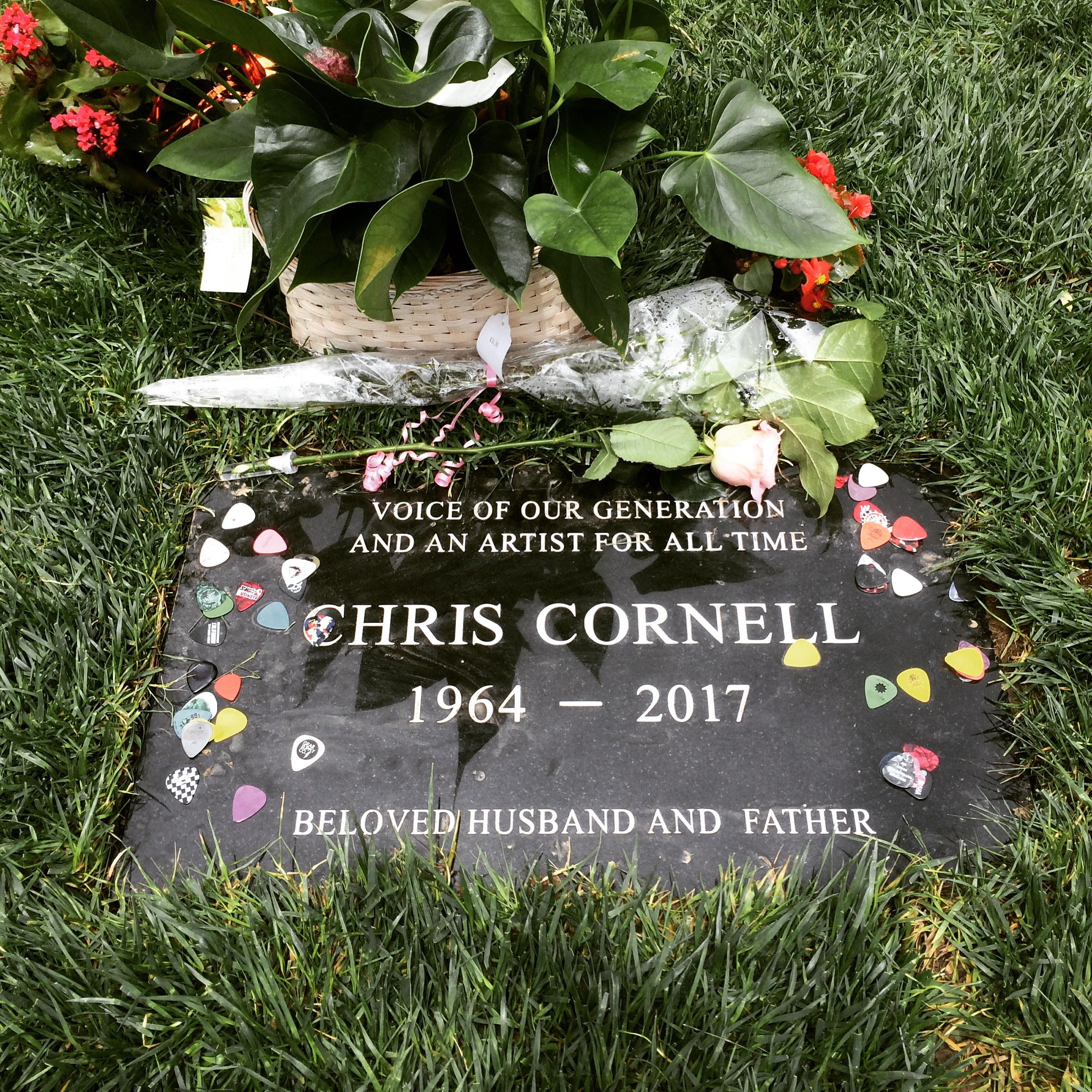
تصویری از سنگ قبر کریس کرنل